# Escudo de la Comunidad Valenciana

Diseño oficial del escudo de la Comunidad Valenciana.

Para consultar el artículo sobre el escudo de la Ciudad de Valencia véase: Escudo de Valencia.
El escudo o emblema de la Comunidad Valenciana está basado en «el símbolo representativo del Reino de Valencia más antiguo que se conoce, el que existía en la Puerta de la Xerea de la Ciudad de Valencia», de acuerdo con el Consejo del País Valenciano en 1978.
La versión actual vigente está descrita en el Diario Oficial de la Generalidad Valenciana (DOGV) número 211, de fecha 13 de diciembre de 1984, y de título Ley de la Generalidad Valenciana 8/1984, de 4 de diciembre, por la que se regulan los símbolos de la Comunidad Valenciana y su utilización.
El escudo, queda descrito de la siguiente manera:
1. El emblema de la Generalidad Valenciana se constituye con la heráldica del Rey Pedro el Ceremonioso, representativa del histórico Reino de Valencia, tal como es blasonado a continuación:
1.1. Escudo: Inclinado hacia la derecha, de oro, con cuatro palos de gules.
1.2. Timbre: Yelmo de plata coronado; mantelete que cuelga en azur, con una cruz paté curvilínea y fijada con punta aguzada de plata, forrado de gules; por cimera, un dragón naciente de oro, alado, linguado de gules y dentado de plata.
Ya con anterioridad a la aprobación del Estatuto de Autonomía, en agosto de 1978, el Consejo Preautonómico del País Valenciano decreta la adopción del escudo como símbolo propio.

## Imágenes

Escudo del Rey Pedro el Ceremonioso, adornado con lambrequines y una celada abierta, propia de la dignidad real, representativa del histórico Reino de Valencia.
Diseño empleado como símbolo del Consejo Preautonómico del País Valenciano (1978).
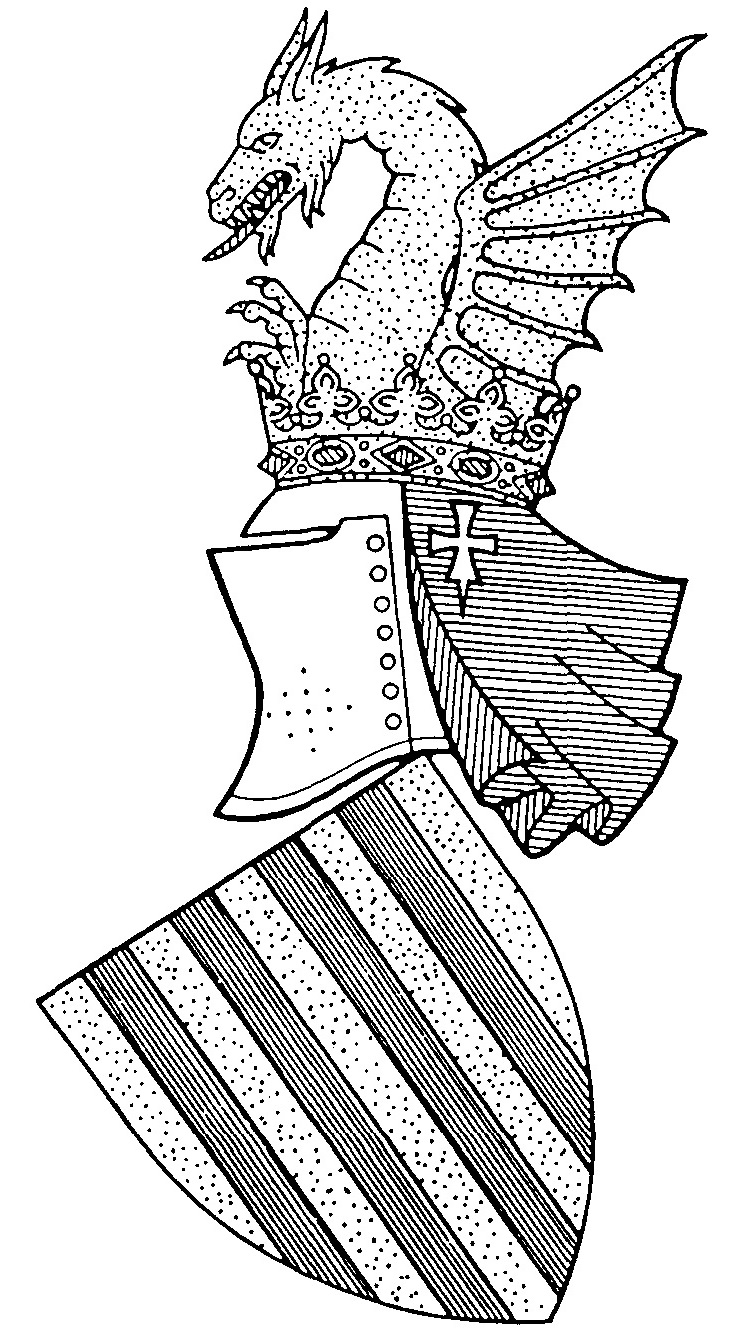
Diseño lineal del modelo oficial del Emblema de la Generalitat Valenciana, tal y como aparece publicado en el DOCV, anexo III de la Ley 8/1984 valenciana.
Isotipo, basado en el emblema, utilizado por la Generalidad Valenciana (1985-2018).
Isotipo actual utilizado por la Generalidad Valenciana (2018-actualidad)
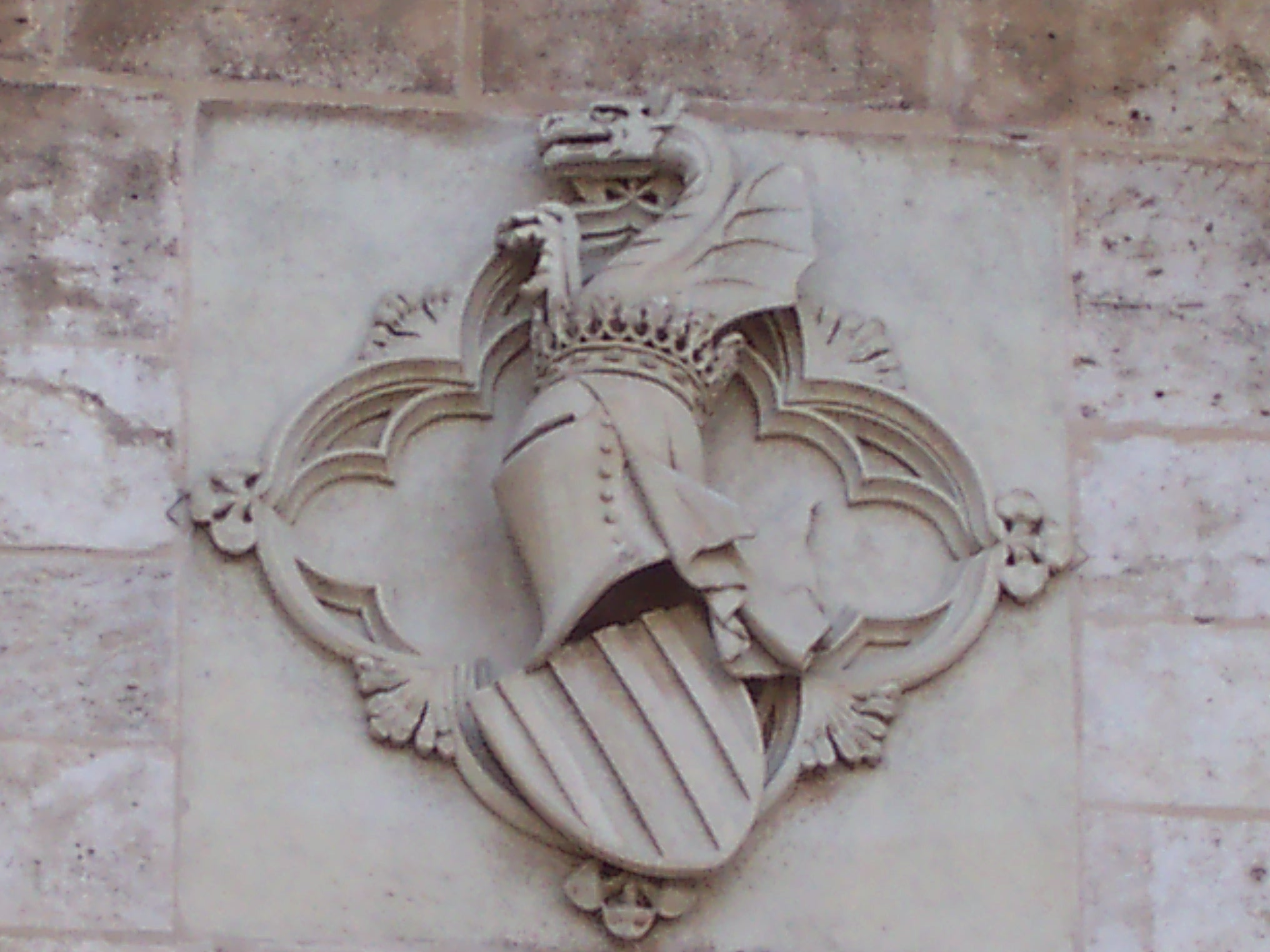
Escudo del Reino de Valencia en las Torres de Serranos, replica moderna esculpida en piedra por José Aixa en 1901. El original, de 1394, se ha perdido.